# Dummy (film, 2008)
Pour les articles homonymes, voir Dummy.
Pour plus de détails, voir Fiche technique et Distribution.
Dummy est un film britannique réalisé par Matthew Thompson, sorti en 2008.

## Fiche technique
- Titre : Dummy
- Réalisation : Matthew Thompson
- Scénario : Paula Barnes, Michael Müller et Matthew Thompson
- Musique : Phil Hartnoll et Nick Smith
- Photographie : David Langan
- Montage : Kant Pan
- Production : Miranda Fleming, David Langan et Matthew Thompson
- Société de production : Format Films et Highwire Films
- Pays :  Royaume-Uni
- Genre : Drame
- Durée : 86 minutes
- Dates de sortie : 
  -  Royaume-Uni : 25 juin 2008 (Festival international du film d'Édimbourg), 26 juin 2009

## Distribution
- Thomas Grant : Jack
- Aaron Taylor-Johnson : Danny
- Emma Catherwood : Zoe
- Therese Bradley : la mère

## Distinctions
Le film a été présenté en sélection officielle en compétition au festival de Raindance. Aaron Taylor-Johnson a été nomme pour le Prix du jeune acteur britannique de l'année du London Film Critics Circle pour ce film et Nowhere Boy.